# Ordinacris viridis
Ordinacris viridis är en insektsart som beskrevs av Vitaly Michailovitsh Dirsh 1966. Ordinacris viridis ingår i släktet Ordinacris och familjen gräshoppor. Inga underarter finns listade i Catalogue of Life.